# بار دوم فراموش نمی‌شود
بار دوم فراموش نمی‌شود (ایتالیایی: La seconda volta non si scorda mai) یک فیلم کمدی رمانتیک ایتالیایی است که در سال ۲۰۰۸ منتشر شد. ترانه متن این فیلم نامزد دریافت روبان نقره‌ای بهترین ترانه شد.

## گزیدهٔ بازیگران
- آلساندرو سیانی
- الیزابتا کانالیس
- پائولو روفینی
- مارکو مسری
- کلارا بیندی
- آنا ماریا آکرمن
- سرچو سُلی